# محمد بن سلطان القاسمي
محمد بن سلطان بن صقر القاسمي (1933-1977)، هو أول وزير للأشغال في أول حكومة شكلت بعد قيام دول الإمارات برئاسة الشيخ مكتوم بن راشد آل مكتوم، وهو والد كل من الشيخة جواهر قرينة الشيخ سلطان حاكم الشارقة ووالد الشيخ سلطان بن محمد القاسمي ولي عهد إمارة الشارقة.

## حياته الخاصة
تزوج من الشيخة ميرة بنت الشيخ أحمد بن راشد المعلا حاكم إمارة أم القيوين الأسبق (1929م-1981م) وأنجبا:
- أحمد
- سالم (المستشار بمكتب سمو حاكم الشارقة)
- سلطان (ولي عهد إمارة الشارقة).
- جميلة
- جواهر (قرينة حاكم الشارقة)
- سوسن
- فاطمة.

1. 1 2   https://twitter.com/1727Qawasim/status/1701699652549235170/photo/1. {{استشهاد ويب}}: |url= بحاجة لعنوان (مساعدة) والوسيط |title= غير موجود أو فارغ (من ويكي بيانات) (مساعدة)